# Homer (New York)
Pour les articles homonymes, voir Homer.
Homer est une ville située dans le comté de Cortland, dans l'État de New York, aux États-Unis. En 2010, elle comptait une population de 6 405 habitants, estimée au 1er juillet 2016 à 6 293 habitants.

## Histoire
Homer a été fondée en 1798. Elle comptait en 1878, 5 600 habitants. 

## Démographie
Lors du recensement de 2010, la ville comptait une population de 6 405 habitants. Elle est estimée, en 2016, à 6 293 habitants.